# Kestrel (гранатомёт)
«Kestrel» — ручной противотанковый гранатомёт, разработанный Тайваньским Национальным институтом науки и технологий и в настоящее время находящийся на вооружении Вооруженных сил и Управления береговой охраны Китайской Республики.

## Описание
Изготовлен из армированного стекловолокном пластика (FRP) и оснащён оптическим прицелом, а также креплением для ночного прицела. Прицельная дальность составляет 400 м с ракетой с кумулятивной боеголовкой и 150 м с ракетой с бронебойно-фугасной боеголовкой.

## Разработка
Разработка Kestrel началась в 2008 году по запросу Корпуса морской пехоты Китайской Республики. В период с 2009 по 2012 год было проведено одиннадцать испытаний. Начальные эксплуатационные испытания были проведены в 2013 году Kestrel был впервые представлен на Тайбэйской выставке аэрокосмических и оборонных технологий в 2013 году

## История службы

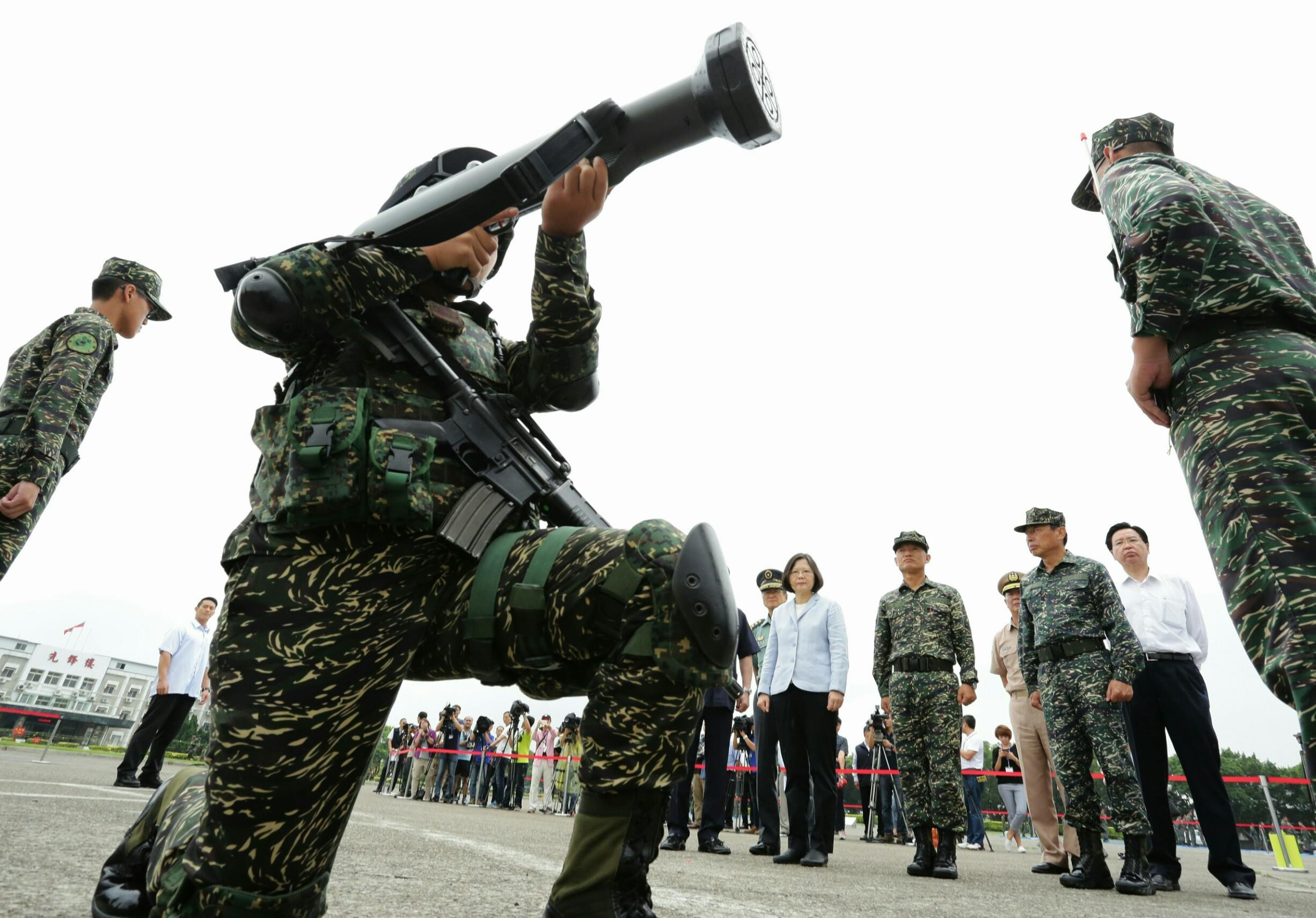
Система Kestrel продемонстрирована президенту Тайваня Цай Инвэнь

### Военная полиция Китайской Республики
Kestrel поступил на вооружение ВПКР в 2015 году. В 2018 году военная полиция Китайской Республики разместила заказ на 445 пусковых установок. По состоянию на декабрь 2019 года ВПКР закупила 397 боевых систем, 238 испытательных систем и пять тренировочных систем.

### Береговая охрана
В 2019 году Управление береговой охраны разместило заказ на 84 пусковые установки и 88 тренажёров. К апрелю 2021 года многие из них были направлены в подразделения, расположенные на островах Пэнху в Южно-Китайском море.

### Армия Китайской Республики
Армия Китайской Республики оценила систему для замены своих многочисленных гранатомётов M72 LAW.

## Ракеты
Стандартная ракета оснащена осколочно-фугасной противотанковой боеголовкой, имеет дальность в 400 м и может пробить до 35 сантиметров брони.
Разработка бронебойно-фугасной боеголовки началась в 2012 году. Испытано на кирпичных стенах и железобетоне. Эта ракета особенно эффективна для проделывания импровизированных дверных проемов в бетонных стенах во время городских боев. Ракета HESH имеет дальность 150 метров и может пробить 20-60 сантиметров железобетона.